# San Bartolomé de la Torre
San Bartolomé de la Torre er en by og kommune i det sydvestlige Spanien i provinsen Huelva. Den har et indbyggertal på 4.036 (2024) indbyggere.